# Cratichneumon
Cratichneumon är ett släkte av steklar som beskrevs av Thomson 1893. Cratichneumon ingår i familjen brokparasitsteklar.

## Bildgalleri

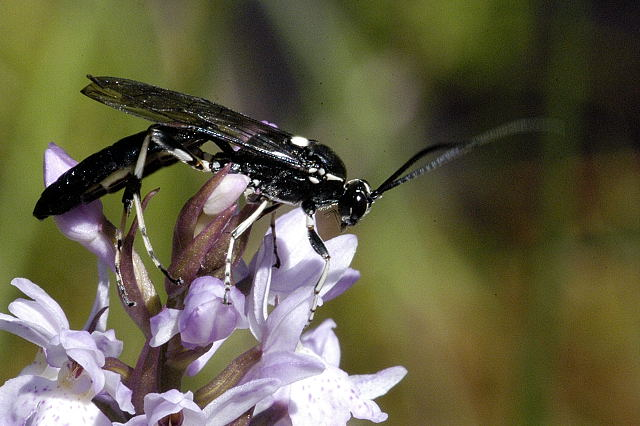
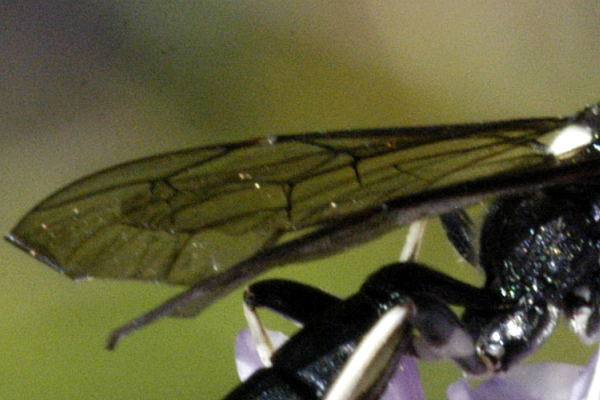
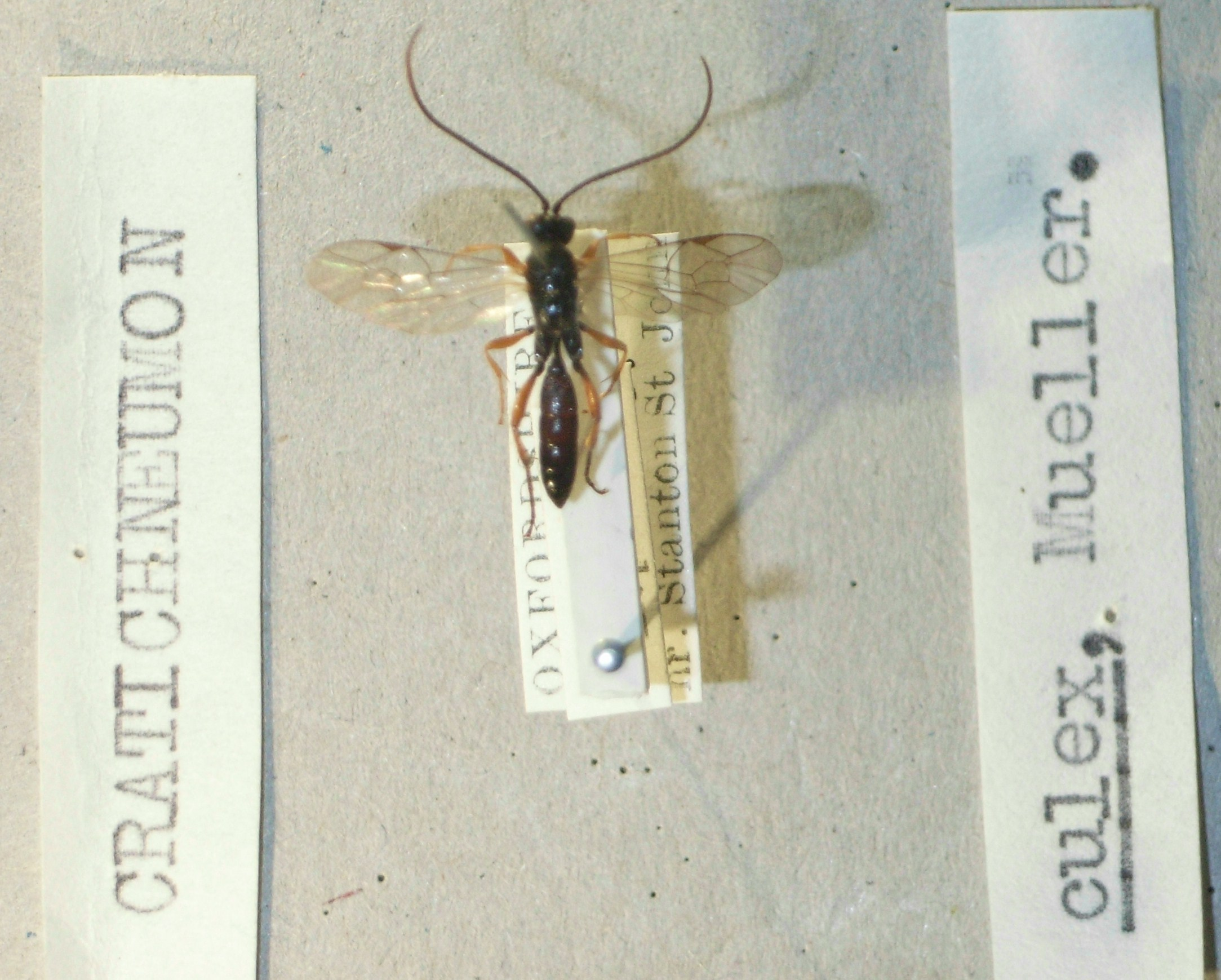
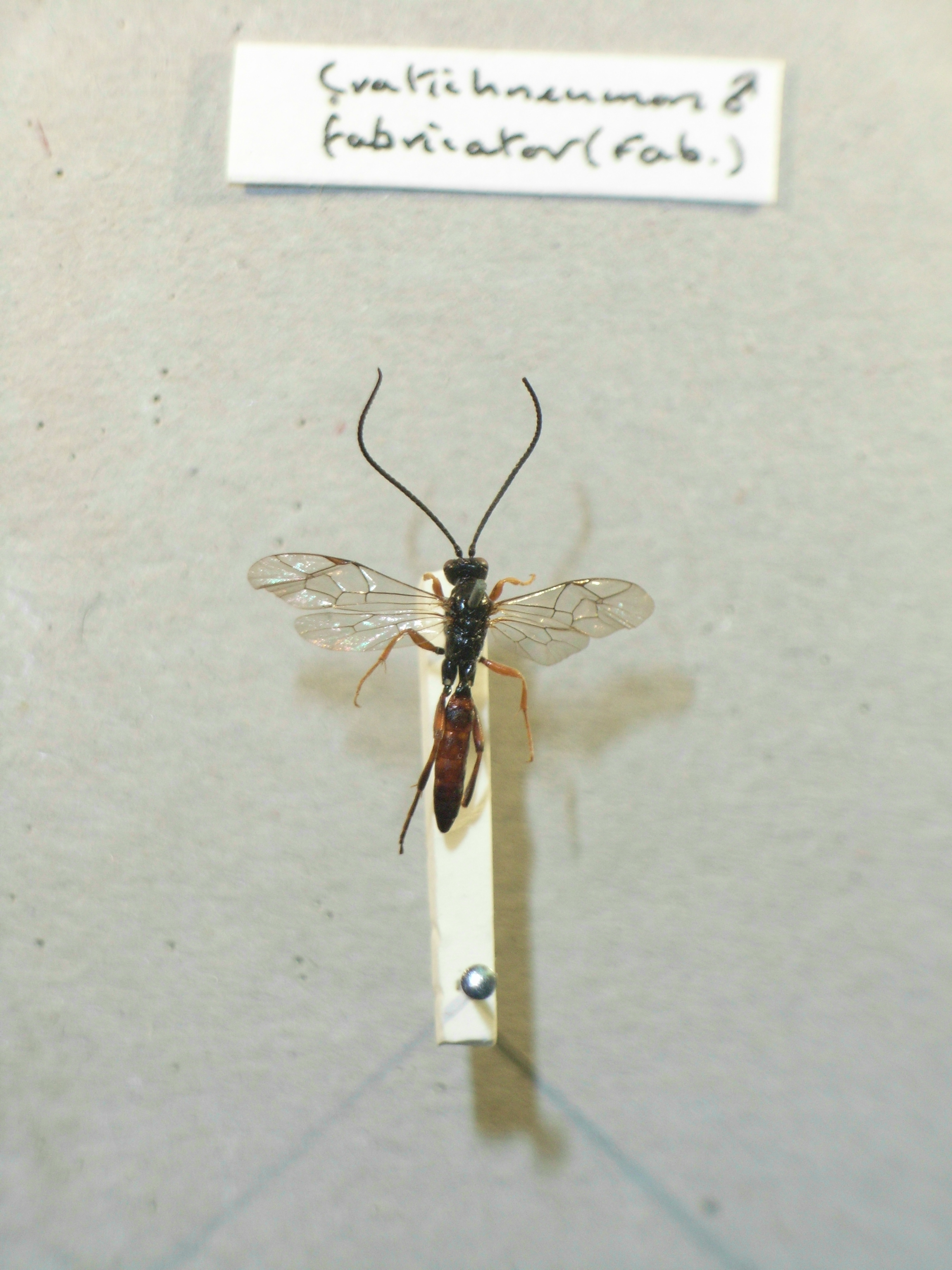

## Dottertaxa tillCratichneumon, i alfabetisk ordning[1][2]
- Cratichneumon ablutus
- Cratichneumon acronictae
- Cratichneumon albifrons
- Cratichneumon albiscuta
- Cratichneumon alternans
- Cratichneumon amamioshimensis
- Cratichneumon amecus
- Cratichneumon amoenus
- Cratichneumon anisotae
- Cratichneumon annulatipes
- Cratichneumon annulatus
- Cratichneumon anotylus
- Cratichneumon argemus
- Cratichneumon arizonensis
- Cratichneumon armillatops
- Cratichneumon ashmeadi
- Cratichneumon aspratilis
- Cratichneumon astutus
- Cratichneumon austropiceipes
- Cratichneumon bifasciatus
- Cratichneumon boreoalpinus
- Cratichneumon boreovagans
- Cratichneumon brevipennis
- Cratichneumon broweri
- Cratichneumon carolinae
- Cratichneumon causticus
- Cratichneumon chishimanus
- Cratichneumon citrinus
- Cratichneumon coruscator
- Cratichneumon culex
- Cratichneumon davisi
- Cratichneumon declinans
- Cratichneumon demissus
- Cratichneumon dissimilis
- Cratichneumon doliturus
- Cratichneumon duplicatus
- Cratichneumon erythroscuta
- Cratichneumon excors
- Cratichneumon fabricator
- Cratichneumon facetus
- Cratichneumon ferrugops
- Cratichneumon flaschkai
- Cratichneumon flavifrons
- Cratichneumon flavipectus
- Cratichneumon flavomaculatus
- Cratichneumon floridensis
- Cratichneumon fugitivus
- Cratichneumon georgius
- Cratichneumon hongawaensis
- Cratichneumon horani
- Cratichneumon howdeni
- Cratichneumon infidus
- Cratichneumon insignitus
- Cratichneumon insolitus
- Cratichneumon insulae
- Cratichneumon interfector
- Cratichneumon involutus
- Cratichneumon japonicus
- Cratichneumon jocularis
- Cratichneumon jozanensis
- Cratichneumon kochiensis
- Cratichneumon labiatus
- Cratichneumon laevidorsis
- Cratichneumon lancea
- Cratichneumon leptocerus
- Cratichneumon lesnei
- Cratichneumon levis
- Cratichneumon louisianae
- Cratichneumon luteiventris
- Cratichneumon melanosomus
- Cratichneumon merucapitis
- Cratichneumon naumanni
- Cratichneumon nikkoensis
- Cratichneumon okamotoi
- Cratichneumon orientalis
- Cratichneumon pallitarsis
- Cratichneumon papilionariae
- Cratichneumon paraparatus
- Cratichneumon parata
- Cratichneumon parvulus
- Cratichneumon pectoralis
- Cratichneumon pertenuis
- Cratichneumon petulcus
- Cratichneumon piceipes
- Cratichneumon pigeoti
- Cratichneumon pilosulus
- Cratichneumon popofensis
- Cratichneumon pratincola
- Cratichneumon promptus
- Cratichneumon proximus
- Cratichneumon pseudanisotae
- Cratichneumon pteridis
- Cratichneumon pulcherrimus
- Cratichneumon puncticoxa
- Cratichneumon pygmaeus
- Cratichneumon remanens
- Cratichneumon ritus
- Cratichneumon rubricoides
- Cratichneumon rubricops
- Cratichneumon rubricus
- Cratichneumon rufifrons
- Cratichneumon rufomaculatus
- Cratichneumon russatus
- Cratichneumon sahlbergi
- Cratichneumon sanguineoplagiatus
- Cratichneumon scitulus
- Cratichneumon semirufus
- Cratichneumon sexarmillatus
- Cratichneumon sicarius
- Cratichneumon signatipes
- Cratichneumon spilomerus
- Cratichneumon stenocarus
- Cratichneumon suadus
- Cratichneumon subfilatus
- Cratichneumon sublatus
- Cratichneumon takomae
- Cratichneumon tibialis
- Cratichneumon tyloidifer
- Cratichneumon unifasciatorius
- Cratichneumon unificatus
- Cratichneumon vaccinii
- Cratichneumon w-album
- Cratichneumon variegatus
- Cratichneumon veraepacis
- Cratichneumon versator
- Cratichneumon vescus
- Cratichneumon viator
- Cratichneumon vinnulus
- Cratichneumon vockerothi
- Cratichneumon vulpecula
- Cratichneumon yakutatensis